# Stella (birra)
Stella è una birra egiziana prodotta dalla Al Ahram Beverages Company, con sede ad Obour.

## Storia
Stella trae origine da due birre omonime ognuna basata però su ricette completamente diverse. La prima era prodotta dalla belgo-egiziana Crown Brewery Company, fondata nel 1897 con sede ad Alessandria d'Egitto, mentre la seconda era fabbricata dalla Pyramid Brewery, del Cairo, fondata nel 1898. Nel 1921, le due aziende si fusero per produrre la Stella con una ricetta unificata. La fusione nacque da una necessità strategica, ponendo fine alla concorrenza diretta e creando la più grande operazione di produzione di birra in Africa all'epoca.
Per tutta la prima metà del XX secolo, Stella mantenne una forte posizione di mercato, sostenuta dalla forte domanda dei turisti, locali, residenti stranieri e soldati britannici presenti in Egitto fino al 1956. Partendo da questo contesto favorevole, nel 1937 Heineken investì nei birrifici Crown e Pyramid con il duplice obiettivo di espandere il mercato locale della birra e di utilizzare l'Egitto come base strategica per un'ulteriore espansione in Medio Oriente e in Africa. Questa strategia ebbe inizialmente successo e nel giro di due decenni Heineken acquisì o investì in birrifici in Giordania, Libano, Siria, Marocco, Sudan e Congo.
Negli anni Cinquanta, i birrifici Crown e Pyramid furono accusati di adottare pratiche anticoncorrenziali. Il birrificio Nile, un concorrente fondato all'epoca, sosteneva infatti che Crown e Pyramid usavano mezzi illegali per sopprimere la concorrenza; tuttavia, queste accuse rimasero senza riscontro.
Nel 1963, le operazioni di Heineken in Egitto subirono una battuta d'arresto significativa quando il presidente Gamal Abdel Nasser nazionalizzò i birrifici Crown e Pyramid, consolidandoli in un'unica entità di proprietà statale nota come Al Ahram Beverages Company. Di conseguenza, Heineken fu costretta a cedere le sue azioni, segnando un cambiamento sostanziale nel mercato della birra egiziano.
Nel 1997 l'azienda è stata privatizzata, migliorando così gli standard qualitativi, e nel 2003 è stata nuovamente acquisita da Heineken International.